# Основина, Ирина Евгеньевна
Ирина Евгеньевна Основина (род. 17 февраля 1965, Саратов) — российская актриса театра и кино.

## Биография

### Ранние годы
Ирина Основина родилась 17 февраля 1965 года в Саратове.
В 1984 году окончила Минский театральный институт (курс Р. И. Янковского и А. И. Бутакова).

### Карьера
Работала в драматических театрах Томска и Вологды, в Санкт-Петербургском молодёжном театре.
В 1984 году начинающая актриса была принята в Томский театр драмы. Там же вела кружок для детей.
Вскоре Ирина стала трудиться в Вологодском государственном драматическом театре. С 1990 года играет в Санкт-Петербургском академическом театре имени Ленсовета.
Среди её заметных работ: Клава — «Группа», Арлен — «Двери хлопают», Анхелина — «Дикарь», Левицкая — «Если проживу лето», Софи Глюк — «Прекрасное воскресенье для пикника», Юнис Хаббел — Теннесси Уильямс «Трамвай „Желание“».
Кинодебют Ирины Основиной состоялся в 1988 году в социальной драме «Опасный человек». После семилетнего перерыва она вновь снялась в кино и теперь стала появляться на телеэкранах с завидным постоянством.
В 1995 году актрисе досталась роль Жоржетты Леблан — оперной певицы в фильме «Музыка любви: Дебюсси, или Мадемуазель Шу-Шу». Этот проект совместного производства Франции и России.
В следующем году режиссёр Александр Рогожкин пригласил её в свою картину «Операция „С Новым годом!“». Позднее Ирина сыграла и в другой работе Рогожкина — «Особенности национальной охоты в зимний период».
Основина засветилась во многих популярных сериалах: «Убойная сила-2», «Агент национальной безопасности», «Улицы разбитых фонарей-1», «Бандитский Петербург-10», «Опера», «Литейный».
В 2003 году состоялась премьера ленты Владимира Бортко «Идиот» по одноимённому роману Федора Достоевского. Она играла экономку. Творческий коллектив экранизации составили звёздные актёры: Евгений Миронов, Владимир Машков, Олег Басилашвили, Лидия Вележева, Ольга Будина, Инна Чурикова и другие.
Далее Основина получила эпизодическую роль в мини-сериале «Мастер и Маргарита». Ей доверили образ клиентки «дамского магазина». Ещё появилась в проекте «Сонька Золотая Ручка». Ирина сыграла хозяйку борделя на Дерибасовской Галы Пузатой.
В 2009 году актриса снялась в картине «Верую!» по мотивам рассказов Василия Шукшина. Она исполнила главную роль Людмилы, а её партнёром по съёмочной площадке стал Александр Аравушкин.
Затем были успешные работы в таких телелентах, как «Голубка», «Беглец», «Опергруппа-2», «Берега моей мечты», «Белая стрела. Возмездие», «Казаки», «Блюз для сентября», «Склифосовский. Реанимация», «Наживка для ангела», «Приличная семья сдаст комнату».
В 2018 году Ирина Основина получила приглашение в историческую сагу «Годунов» Алексея Андрианова. Кинокартина о судьбе и семье одного из самых ярких правителей Руси — Бориса Годунова.
Главную роль Бориса Годунова исполняет Сергей Безруков, в образе Василия Шуйского — Андрей Мерзликин, Марии Годуновой-Скуратовой — Светлана Ходченкова, Ирины Годуновой — Анна Михалкова, Ивана Грозного — Сергей Маковецкий. Актриса сыграет героиню Бондариху.

## Творчество

### Роли в театре
- «Дракон» — Третья подруга
- «Группа» — Клава[2]
- «Двери хлопают» — Арлен
- «Дикарь» — Анхелина
- «Гусар из КГБ» — Татьяна Глебовна
- «Крошка» — Лулу
- «Если проживу лето» — Левицкая
- «Лицо» — София Гарп
- «Прекрасное воскресенье для пикника» — Софи Глюк
- «Адский сад» — Роз
- «Жак и его господин» — Трактирщица
- «Фокусник из Люблина» — Милц
- 1996 — «Трамвай „Желание“» Теннесси Уильямса. Режиссёр: Олег Леваков — Юнис Хаббел[3]
- 2005 — «Приглашение в замок» Жана Ануя. Режиссёр: Владислав Пази — Мать Изабеллы[4]

### Фильмография
- 1988 — Опасный человек
- 1990 — Случайный вальс — эпизод
- 1994 — На кого Бог пошлёт
- 1995 — Музыка для декабря
- 1995 — Дебюсси, или Мадемуазель Шу-Шу — Жоржетта Леблан
- 1996 — Операция «С Новым годом!» — дама из женского отделения
- 1997 — Улицы разбитых фонарей (серии «Целую, Ларин», «Кошмар на улице С.») — Надька
- 1997 — Грешная любовь — Клава
- 1997 — Бомба
- 1998 — Хрусталёв, машину!
- 1998 — Тоталитарный роман
- 1998 — Мифы. Фараон (короткометражный)
- 1998 — Агент национальной безопасности-1 (серия «Петя и Вол»)
- 2000 — Особенности национальной охоты в зимний период — Ольга Валерьевна Маслюк
- 2000 — Мифы. Сочинушки (короткометражный)
- 2001 — Убойная сила 2 (серия «Двойной угар») — Старшая медсестра психиатрической больницы
- 2001 — Первое мая
- 2001 — Ключи от смерти
- 2002 — Русские страшилки — соседка Веры Сергеевны
- 2002 — Прикованный
- 2003 — Челябумбия
- 2003 — Идиот
- 2003 — Золотой век
- 2004 — На вираже — инспектор по делам несовершеннолетних
- 2004 — Сёстры
- 2005 — Счастливый
- 2005 — Итальянец
- 2005 — Гадкие лебеди — одна из санитарок
- 2005 — Брежнев — Людмила Зыкина
- 2005 — Братва
- 2005 — Мастер и Маргарита — клиентка «дамского магазина» на допросе
- 2006 — Сонька Золотая Ручка — «Галя Пузатая», хозяйка борделя на Дерибасовской
- 2006 — Связь
- 2006 — Вепрь — Антонина
- 2007 — Преступление и наказание
- 2007 — Особенности национальной подлёдной ловли, или Отрыв по полной — бухгалтер ресторана
- 2008 — Гаишники — Люся, жена Зимина
- 2008 — Трудно быть мачо — Копытина, задержанная в супермаркете
- 2009 — Верую
- 2009 — Летучий отряд — Тамара Васильевна, тёща
- 2010 — Предприниматель — секретарша Зорина
- 2013 — Разведчицы — повариха в разведшколе
- 2013 — Третья мировая — Вера Геннадьевна
- 2014 — Викинг-2 — мать Ольги
- 2015 — Обратная сторона Луны 2 — Люба Семёнова
- 2016 — Казаки — Люба Семёнова
- 2016 — Склифосовский. Реанимация — Фаина Игоревна, старшая медсестра

## Премии и награды
- Лауреат премии «Медный всадник» за роль в фильме «Верую!» (2010)
- Премия телефестиваля «Петербургский ангажемент»
- Премия фестиваля «Голоса истории»
- Премия Ленинского комсомола Сибири